# Louis Gauthier
Louis Gauthier, pseudoniem van Cees Wouters (IJsselstein, 4 maart 1981 – Amsterdam, 25 september 2019), was een Nederlands muziekprogrammeur, presentator, journalist en componist. Hij werkte onder andere voor De Telegraaf als redacteur klassieke muziek en als verslaggever voor NPO Radio 4. Hij presenteerde daarnaast zijn eigen radioprogramma over muziek: Het Klankcafé.

## Muziek-poëzietrilogie
Gauthier was bekend van de door hem geproduceerde muziek-poëzietrilogie waarvoor hij samenwerkte met verschillende schrijvers. In november 2009 debuteerde hij met het eerste deel van deze trilogie, Dansen op Spijkers, een samenwerking met dichter Gerrit Komrij. Het album werd uitgegeven in de vorm van een boek-cd bij uitgeverij De Bezige Bij. Zowel de muziek als het artwork was van Gauthiers hand.
In november 2011 werd het tweede deel van de muziek-poëzietrilogie van Gauthier uitgegeven bij uitgeverij Prometheus. Na Dansen op Spijkers, ging hij een samenwerking aan met Jules Deelder voor het album Totaal Loss. Op dit album zijn ook bijdragen van de saxofonisten Benjamin Herman en Hans Dulfer te horen.
Voor het derde deel van de muziek-poëzietrilogie werkte Gauthier samen met Charlotte Mutsaers. Het album Rikkelrak verscheen op lp met cd in november 2017 bij uitgeverij Das Mag, ter ere van Mutsaers' 75ste verjaardag. Op het album zijn bijdragen te horen van sopraan Claron McFadden, saxofonist Benjamin Herman, pianist Mike Del Ferro en trompettist Teus Nobel.
In juni 2018 verscheen Dansen op Spijkers op wit vinyl, ter gelegenheid van het gelijknamige Dichtersbal dat georganiseerd werd om de herinnering aan Gerrit Komrij levend te houden. Ook werd postuum een single uitgebracht, getiteld Stille Liefde.

## Overige projecten
Eerder werkte Gauthier samen met Spinvis en Ingmar Heytze aan de single Verder Kijken (2005). Daarnaast nam hij met Henk Westbroek de single Waar is Snoopy (2006) op en maakte hij de daaraan gerelateerde documentaire Een Atoombom op een Mug (2006). Ook componeerde en produceerde hij muziek voor de modeshow van modeontwerper Frans Molenaar.
In november 2012 verscheen bij uitgeverij Matchboox de Gauthier Collection Box. Voor de box verzorgde Gauthier het artwork bij gedichten van vier Nederlandse schrijvers: Gerrit Komrij (Alles blijft), Remco Campert (Poes is dood), Jules Deelder (Rotown magic) en Charlotte Mutsaers (Sodom revisited). De Matchboox met Gauthier zou Komrijs laatste samenwerking worden voor hij in de zomer van 2012 overleed.
In 2014 begon Gauthier met Het Klankcafé, een radioprogramma annex podcast over klassieke muziek waarvan hij de presentatie en samenstelling verzorgt. In 2016 ging Het Klankcafé een samenwerking aan met de Amerikaanse klassieke radiozender WQXR-FM.

## Discografie
| Albums en boeken | Albums en boeken                    | Albums en boeken                                                                      | Albums en boeken |
| Jaar             | Titel                               | In samenwerking met                                                                   | ISBN             |
| ---------------- | ----------------------------------- | ------------------------------------------------------------------------------------- | ---------------- |
| 2009             | Dansen op Spijkers                  | Gerrit Komrij                                                                         | 9789023450405    |
| 2011             | Totaal Loss                         | Jules Deelder ft. Benjamin Herman, Hans Dulfer                                        | 9789044619300    |
| 2012             | Matchboox - Gauthier Collection Box | Remco Campert, Jules Deelder, Gerrit Komrij, Charlotte Mutsaers                       | 9789461800053    |
| 2017             | Rikkelrak                           | Charlotte Mutsaers ft. Benjamin Herman, Claron McFadden, Mike del Ferro en Teus Nobel | 8713791034438    |